# Przestrzeń okołozatokowa

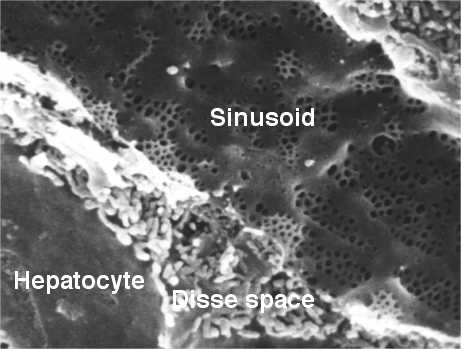
Zdjęcie z mikroskopu skaningowego zatoki wątrobowej (sinusoidu) szczura (powiększenie 30000x). Opis w języku angielskim (Disse space – przestrzeń Dissego).

Ułożenie komórek w wątrobie.

Przestrzeń okołozatokowa, przestrzeń Dissego – wolna przestrzeń pomiędzy mikrokosmkami hepatocytów a śródbłonkiem sinusoidu. Wypełniona jest chłonką. Znajdują się w niej także komórki gwiaździste (Ito).
Jest początkiem naczyń limfatycznych wątroby.